# Peugeot Vivacity
Il Peugeot Vivacity è uno scooter prodotto dalla casa motociclistica francese Peugeot dal 1998 al 2018.

## Descrizione
La Peugeot ha iniziato a produrre lo scooter nella versione chiamata Vivacity 1+2 nel 1998 fino al 2008, quando ha subito un aggiornamento. Lo scooter è alimentato da motore monocilindrico da 50 cc, che può raggiungere i 9000 giri/min, erogando 4,7 CV (3,5 kW) e abbinato ad cambio automatico a variazione continua con cinghia trapezoidale.
Nel 2008 Peugeot ha presentato una versione aggiornata del Vivacity. Sono stati modificati il vano sottosella, la cui capacità è stata incrementata. Nuova anche la presa da 12 volt per caricare eventuali accessori come il navigatore satellitare posto nel vano portaoggetti.
Dello scooter nel 2011 è stata introdotta anche una versione da 125 cm³ che produceva 8,5 CV (6,3 kW).
Sempre nello stesso anno ha esordito una versione elettrica dello scooter chiamata E-Vivacity.

## Caratteristiche tecniche
| Caratteristiche tecniche - Peugeot Vivacity                       | Caratteristiche tecniche - Peugeot Vivacity                                | Caratteristiche tecniche - Peugeot Vivacity                                | Caratteristiche tecniche - Peugeot Vivacity                                | Caratteristiche tecniche - Peugeot Vivacity                                | Caratteristiche tecniche - Peugeot Vivacity                                |
| ----------------------------------------------------------------- | -------------------------------------------------------------------------- | -------------------------------------------------------------------------- | -------------------------------------------------------------------------- | -------------------------------------------------------------------------- | -------------------------------------------------------------------------- |
|                                                                   |                                                                            |                                                                            |                                                                            |                                                                            |                                                                            |
| Dimensioni e pesi                                                 |                                                                            |                                                                            |                                                                            |                                                                            |                                                                            |
| Altezze                                                           | Sella: 760 mm                                                              | Sella: 760 mm                                                              | Sella: 760 mm                                                              | Sella: 760 mm                                                              | Sella: 760 mm                                                              |
| Interasse: 1226 mm                                                | Interasse: 1226 mm                                                         | Massa a vuoto:                                                             | Massa a vuoto:                                                             | Serbatoio: 8 l                                                             | Serbatoio: 8 l                                                             |
| Meccanica                                                         |                                                                            |                                                                            |                                                                            |                                                                            |                                                                            |
| Tipo motore: Monociclindrico a quattro tempi e motore a due tempi | Tipo motore: Monociclindrico a quattro tempi e motore a due tempi          | Tipo motore: Monociclindrico a quattro tempi e motore a due tempi          | Tipo motore: Monociclindrico a quattro tempi e motore a due tempi          | Raffreddamento: a aria                                                     | Raffreddamento: a aria                                                     |
| Cilindrata                                                        | 49,1 cm³ (Alesaggio 40 × Corsa 39,1 mm)                                    | 49,1 cm³ (Alesaggio 40 × Corsa 39,1 mm)                                    | 49,1 cm³ (Alesaggio 40 × Corsa 39,1 mm)                                    | 49,1 cm³ (Alesaggio 40 × Corsa 39,1 mm)                                    | 49,1 cm³ (Alesaggio 40 × Corsa 39,1 mm)                                    |
| Potenza: 3 kW (4,1 CV) a 6700 giri/min                            | Potenza: 3 kW (4,1 CV) a 6700 giri/min                                     | Coppia: 4,9 Nm a 5500 giri/min                                             | Coppia: 4,9 Nm a 5500 giri/min                                             | Rapporto di compressione:                                                  | Rapporto di compressione:                                                  |
| Frizione: centrifuga                                              | Frizione: centrifuga                                                       | Frizione: centrifuga                                                       | Cambio: variomatic                                                         | Cambio: variomatic                                                         | Cambio: variomatic                                                         |
| Accensione                                                        | elettronica CDI                                                            | elettronica CDI                                                            | elettronica CDI                                                            | elettronica CDI                                                            | elettronica CDI                                                            |
| Trasmissione                                                      | ingranaggi                                                                 | ingranaggi                                                                 | ingranaggi                                                                 | ingranaggi                                                                 | ingranaggi                                                                 |
| Ciclistica                                                        |                                                                            |                                                                            |                                                                            |                                                                            |                                                                            |
| Sospensioni                                                       | Anteriore: Forcella rovesciata                                             | Anteriore: Forcella rovesciata                                             | Anteriore: Forcella rovesciata                                             | Anteriore: Forcella rovesciata                                             | Anteriore: Forcella rovesciata                                             |
| Freni                                                             | Anteriore: freno a disco da 190 mm / Posteriore: freno a tamburo da 110 mm | Anteriore: freno a disco da 190 mm / Posteriore: freno a tamburo da 110 mm | Anteriore: freno a disco da 190 mm / Posteriore: freno a tamburo da 110 mm | Anteriore: freno a disco da 190 mm / Posteriore: freno a tamburo da 110 mm | Anteriore: freno a disco da 190 mm / Posteriore: freno a tamburo da 110 mm |
| Prestazioni dichiarate                                            |                                                                            |                                                                            |                                                                            |                                                                            |                                                                            |
| Velocità massima                                                  | 45 km/h                                                                    | 45 km/h                                                                    | 45 km/h                                                                    | 45 km/h                                                                    | 45 km/h                                                                    |
| Fonte dei dati:                                                   |                                                                            |                                                                            |                                                                            |                                                                            |                                                                            |